# لويد إل. غينز
لويد ليونيل غينيز (بالإنجليزية: Lloyd L. Gaines) (مواليد 1911- اختفى في 19 مارس، 1939) هو المدعي في قضية غينز ضد كندا (1938)، واحدة من أهم قضايا المحاكم الأولى في حركة الحقوق المدنية الأمريكية في القرن العشرين. بعد رفض قبوله في كلية الحقوق بجامعة ميسوري لأن كان أمريكيًا من أصل أفريقي، ورفضه عرض الجامعة أن تدفع له للالتحاق بكلية حقوق في ولاية مجاورة لا يوجد فيها أي فرض لقيود عنصرية، رفع غينز دعوى. حكمت المحكمة الأمريكية العليا لصالحه في النهاية، معتبرة أن المبدأ المنفصل لكن المتساوي يتطلب إما أن تقبله ميسوري أو أن تنشئ كلية حقوق منفصلة للطلاب السود.
اختارت الجمعية العامة في ميسوري الخيار الأخير. أصدرت قرارًا بتحويل مدرسة التجميل السابقة في سانت لويس لإنشاء كلية الحقوق بجامعة لينكولن، التي كان معظم المقبولين فيها من الطلاب السود. خططت الجمعية الوطنية للنهوض بالملونين (إن إيه إيه بّي)، التي دعمت قضية غينز، لرفع دعوى أخرى تطعن في كفاءة كلية الحقوق الجديدة. سافر غينز في وقت انتظاره بدء الدروس، إلى مدن سانت لويس، وكانساس وشيكاغو بحثًا عن عمل. عمل في وظائف غريبة وألفى خطابات أمام الفصول المحلية للجمعية الوطنية للنهوض بالملونين. غادر بيت الأخوية سالذي كان يقيم فيه في إحدى الليالي في شيكاغو، كي يشتري الطوابع، ولم يعد أبدًا. لم يره أحد مجددًا على الإطلاق أو يتعرف عليه ويبلغ عن ذلك.
لم يُلاحَظ اختفاء غينز على الفور، لأنه كان يسافر بشكل منتظم ومستقل ولوحده، دون أن يخبر أحدًا بخططه. في أواخر عام 1939، عندما لم يستطع محامو الجمعية الوطنية للنهوض بالملونين تحديد مكانه لأخذ الإفادات من أجل جلسة الاستماع في محكمة الولاية، بدأت عمليات البحث الجادة. فشلت وتم رفض الدعوى. في الحين الذي كان يعتقد فيه معظم أفراد عائلته أنه قتل انتقامًا على فوزه القانوني، كان هناك توقعات أن غينز قد سئم من دوره في الحركة وذهب إلى مكان آخر، إما نيويورك أو مكسيكو، ليبدأ حياة جديدة. في عام 2007، وافق مكتب التحقيقات الفيدرالية (إف بي آي) على النظر في القضية، وذلك من بين مجموعة من القضايا المفقودين غير المحلولة المتعلقة بعصر الحقوق المدنية.
تم تكريم غينز من قبل كلية الحقوق في جامعة ميسوري غينز والولاية، على الرغم من مصيره المجهول. تمت تسمية مركز ثقافة السود في جامعة ميسوري ومنحة دراسية في كلية الحقوق باسمه، وقد رُفض قبول طالب أسود آخر في البداية. في عام 2006، مُنح غينز بعد وفاته درجة فخرية في القانون. منحته نقابة المحامين في الولاية رخصة المحاماة بعد وفاته. يوجد صورة معلقة لغينز في مبنى كلية الحقوق في جامعة ميسوري.

## بداية حياته
ولد في عام 1911 في ووتر فالي، ولاية ميسيسيبي، وانتقل مع والدته وإخوته إلى سانت لويس، ميسوري في عام 1926 بعد وفاة والده. استقرت عائلته في حي سنترال ويست إيند في المدينة، كجزء من الهجرة الكبرى من المجتمعات الريفية في الجنوب إلى المدن الصناعية في الشمال. كان أداء غينز جيدًا أكاديميًا، وكان طالبًا متفوقًا في مدرسة فاشون الثانوية.
التحق غينز بالجامعة، بعد فوزه بمنحة قدرها 250 دولار أمريكي (4000 دولار حاليًا) في مسابقة المقال. تخرج مع مرتبة الشرف ودرجة بكالوريوس في التاريخ من جامعة لينكولن، وهي كلية تاريخية للسود في مدينة جيفرسون، ميسوري. كانت هذه الكلية هي المؤسسة الجامعية المنفصلة في الولاية للأمريكيين من أصل أفريقي.
عمل في بيع الجرائد في الشارع لتغطية النقص بين منحته ورسومه الجامعية. انتُخب غينز رئيسًا لطلاب الأعلى وزميلًا في أخوية ألفا فاي ألفا.